# Spichehat
Spichehat, jedno od indijanskih plemena poznatih tek po spominjanju Henri Joutela (1687.), koji za njih kaže da su imali selo negdje između rijeke Colorado i zaljeva Matagorda u Teksasu. Joutel ih spominje jedino po pričanjima Ebahamo Indijanaca. O njihovoj jezičnoj pripadnosti nije ništa poznato, a Frederick Webb Hodge spominje ih samo kao pleme koje je živjelo na govornom području Karankawa.